# Kristine Norelius
Kristine Norelius, född den 26 december 1956 i Seattle, Washington, är en amerikansk roddare.
Hon tog OS-guld i åtta med styrman i samband med de olympiska roddtävlingarna 1984 i Los Angeles.